# Мехта, Ферозшах
Ферозшах Мехта (4 августа 1845 — 5 ноября 1915) — индийский общественный и политический деятель конца XIX — начала XX веков. Один из основателей Индийского Национального Конгресса. Представитель умеренного крыла ИНК, сторонник сохранения британской власти в Индии.

## Биография
Ферозшах Мехта родился в Бомбее в богатой парсийской купеческой семье. Окончив Бомбейский университет, он продолжил образование в Англии. В 1868 году он вернулся в Индию и занялся адвокатской практикой. 
В 1873 году Мехта был избран главой муниципального городского совета Бомбея. В 1885 году он основал Ассоциацию Бомбейского Президентства — организацию, ратовавшую за умеренные реформы и расширение доли индийцев в колониальных органах власти. В том же году Ассоциация объединилась с другими организациями индийских либералов, образовав Индийский Национальный Конгресс.
На ранних этапах деятельности Конгресса Мехта пользовался значительным влиянием — в 1890 году он был избран президентом ИНК на сессии в Калькутте. Мехта также был членом законодательного совета бомбейской провинции.
Во время подъёма национального движения после раздела Бенгалии в 1905 году Мехта занимал крайне осторожную позицию, считался «умереннейшим из умеренных». Он решительно выступал против бойкота британских товаров. В 1907 году, на сессии в Сурате, Конгресс раскололся на две части — националистов (во главе с Тилаком) и умеренных (во главе с Мехтой). Умеренная часть ИНК считала своей целью предоставление Индии статуса доминиона в составе Британской Империи.